# Cantó de Lo Puèi de Velai Sud-Est
El cantó de Lo Puèi de Velai Sud-Est és un cantó francès del departament de l'Alt Loira, situat al districte de Lo Puèi de Velai. Té 2 municipis i part del de Lo Puèi de Velai.

## Municipis
- Arsac-en-Velay
- Coubon
- Lo Puèi de Velai (part)

## Història
| Data d'elecció                           | Identitat           | Partit               | Qualitat |
| ---------------------------------------- | ------------------- | -------------------- | -------- |
| 1964-1973                                | M. Exbrayat         | SFIO                 |          |
| 1973-1994                                | Geneviève Pubellier | CDP, després UDF-CDS |          |
| 1994-2008                                | Roland Casanova     | PS                   |          |
| 2008-                                    | Pierre Robert       | UMP                  |          |
| les dades anteriors no són pas conegudes |                     |                      |          |
|                                          |                     |                      |          |